# Archidiocèse de Vienne (Autriche)
Pour les articles homonymes, voir Diocèse de Vienne.
L'archidiocèse métropolitain de Vienne (Archidioecesis Viennensis o Vindobonensis), en Autriche, fondé en 1722, a son siège à la cathédrale Saint-Étienne de Vienne. La juridiction s'étend sur la ville et ses faubourgs.

## Histoire
Le diocèse de Vienne est créé le 18 janvier 1469 à partir d'un portion du diocèse de Passau (actuellement en Allemagne). Il devient archidiocèse le 1er juin 1722.

## Diocèses suffragants

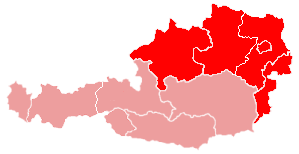
Carte de l'archidiocèse de Vienne et de ses diocèses suffragants (en rouge).

- Diocèse d'Eisenstadt
- Diocèse de Linz
- Diocèse de Sankt Pölten